# Frans Drion

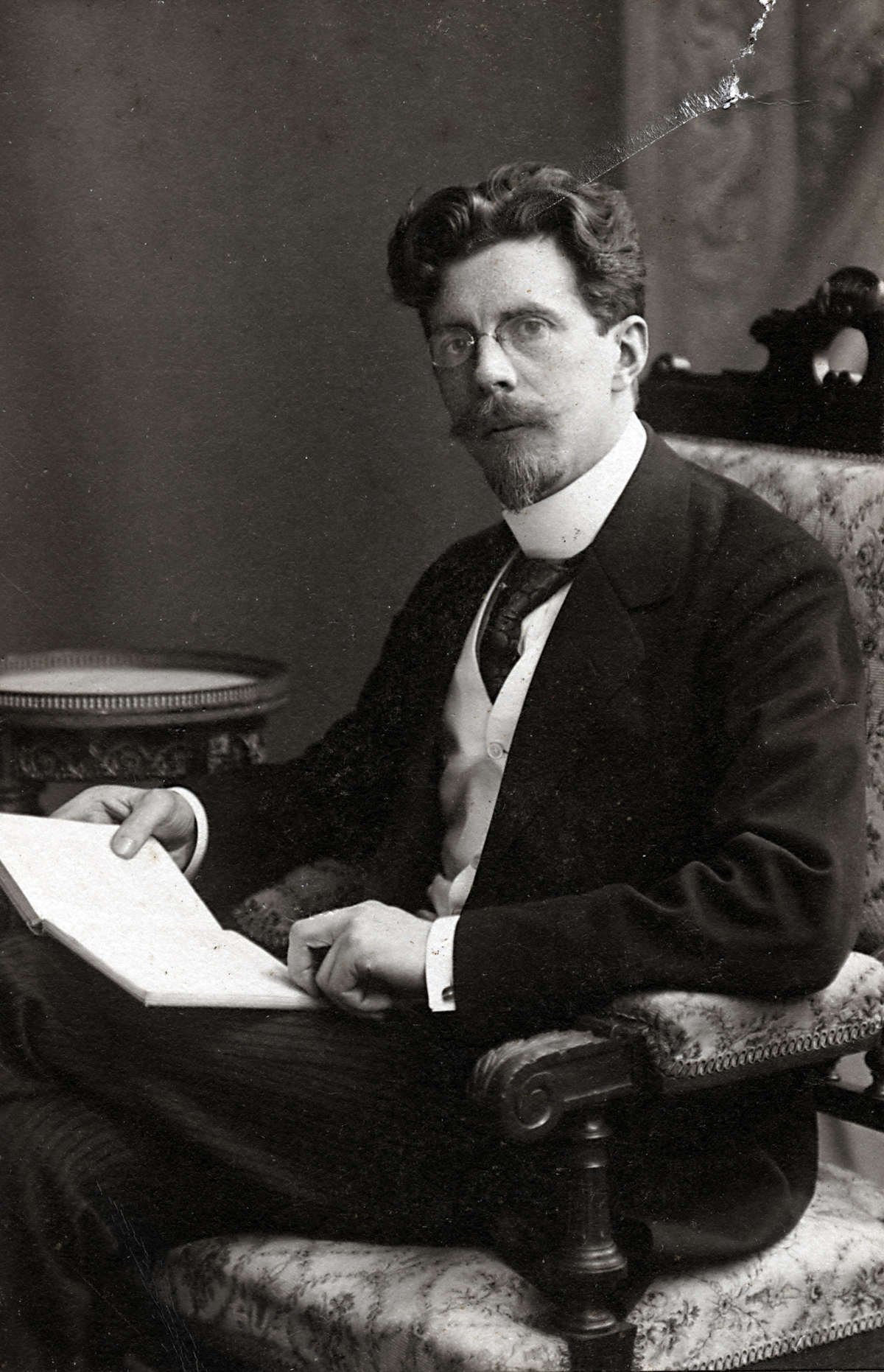
F. J. W. Drion, 1913

Frans Drion, voller Name Franciscus Johannes Wilhelmus Drion (* 12. September 1874 in Den Haag; † 13. Dezember 1948 ebenda), war ein niederländischer Autor, Redakteur, Buchhalter, Politiker, Lehrer für Ökonomie und Staatsleitung, Versicherungsberater und Anarchist. Er veröffentlichte auch unter den Pseudonymen „A“ und „Akrates“.

## Leben
Frans Drion war in seiner Jugend einer der ersten Anarchisten in Den Haag. Am 1. April 1890 arbeitete er als Schreibkraft bei der Kooperative Brotbäcker („Coöperatieve Broodbakkerij“), bei der ebenfalls Bartholomeus van Ommeren tätig war, und 1896 als Buchhalter in der Abteilung für Lebensmittel („Afdeling kruidenierswaren“). Um 1893 schrieb er für die Zeitschrift De Anarchist, unter anderen für die Ruprik Sociaal Overzicht. Dort war Drion Mitredakteur, was er bis 1894 blieb. Als Mitglied vom Socialistenbond (1895) hoffte er, dass sich der „Bund der Sozialisten“ in anarchistischer Richtung entwickeln sollte. Drion gehörte der „kommunistischen“ Seite an, im Gegensatz zur „individualistischen“ Richtung der Organisation. Von Oktober 1896 bis Januar 1897 war er Redakteur der Zeitschrift De Anarchist. Nach 1898 wurde Drion Versicherungsberater in Arnhem.
Er ging in Friesland, zu der Zeit, als der Anarchist Ferdinand Domela Nieuwenhuis in Appelscha und Friesland tätig war, auf Propagandareisen und hielt Vorträge. Drion setzte sich für die Zusammenarbeit der Anarchisten verschiedener Strömungen ein. 1906 schloss er sich dem Bond van Vrije Liberalen („Bund der freien Liberalen“) an und bekam die Stellung als „Algemeen Secretaris“ (Allgemeiner Schriftführer). Sein Anschluss an die „freien Liberalen“ war ein logischer Entschluss, da die damaligen niederländischen Liberalen gegen die Allmacht des Staates und den Klerus agierten. Drion veröffentlichte in den liberalen Zeitschriften Onze Eeuw (1908 bis 1913), De Fakkel („Die Fackel“), wo er Hauptredakteur war und im Nationale Staatskundige Gids (1918 bis 1921). Für den Wahlbezirk Ridderkerk wurde er in die Zweite Kammer der Generalstaaten gewählt und für den Vrijheidsbond („Bund für Freiheit“) war er von 1920 bis 1922 Abgeordneter in der Zweiten Kammer.
Darüber hinaus war Drion Direktor vom Nationaal Bureau voor Documentatie over Nederland (etwa: „Nationales Büro für Dokumentationen über die Niederlande“) und Hauptredakteur der Zeitschrift La Gazette de Hollande (1923 bis 1935). Im Zweiten Weltkrieg war er tätig als Hauptredakteur der illegalen Zeitschrift De Toekomst („Die Zukunft“) in Den Haag (von 1943 bis 1945) und als Autor der Zeitschrift De Geus onder studenten. Seine beiden Söhne, Jan Drion (1915–1964), Professor an der Rijksuniversiteit Leiden, und Huib Drion (1917–2004), Rechtswissenschaftler, gaben unter Lebensgefahr die illegale Studentenzeitschrift De Geus (Titel im Sinne von: „Der Rebell“, „Der Aufsässige“ oder „Der Aufständische“) heraus mit einer Auflage von rund 5000 Exemplaren. Es war eine Widerstandszeitschrift gegen den Nationalsozialismus in den Niederlanden.
Im Comité van Waakzaamheid (wörtlich: „Komitee für Wachsamheit“) war Frans Drion Mitglied. Dieses Komitee richtete sich gegen den Faschismus in Deutschland. Für ihn bedeutete „politisch links“ mehr Sicherheit für die Freiheit, im Gegensatz zu „politisch rechts“. Zu den „Politisch Linken“ zählte er auch die Liberalen. Drion wurde 1945 Mitglied der Sociaal-Democratische Arbeiderspartij (SDAP) und 1946 von deren Nachfolgepartei, der Partij van de Arbeid (PvdA).
Frans Drion war zweimal verheiratet und Vater von sechs Kindern. Er erhielt die Auszeichnung Offizier von Oranje-Nassau.

## Schriften
- Rapport over Het Belgische Stelsel van Ouderdomsverzorging (1911)
- Het nieuwe kiesstelsel (Zutphen 1917)
- De Vrij-Liberale Partij (1918)
- Waarom ik op 26 mei a.s. op de SDAP-lijst stem. In der Zeitschrift: Het Volk, 5. Mai 1937.
- Weitere Veröffentlichungen in der Digitale Bibliotheek voor de Nederlandse Letteren (dbnl).